# Ізабель Желіна
Ізабель Желіна (нар. 13 жовтня 1963) — канадська (французькою мовою) акторка. Брала участь у кінострічках 1990-х, зокрема в історичних.

## Біографія
Народилася в м. Монреаль (Канада) у 1963 році. Кар'єру почала 1988 року (фільм «Шуани»). На початку 90-х взяла участь у двох міжнародних стрічках. 1993 року зіграла у історичному фільмі «Луї, король-дитя». Останній проєкт Ізабель Желіна датований 2021 роком.